# Heinrich Mitsch
Heinrich Mitsch (* 13. Jänner 1826 in Kuttenberg; † 22. Oktober 1903 in Trofaiach) war ein Unternehmer des österreichischen Eisenwesens im 19. Jahrhundert.

## Leben

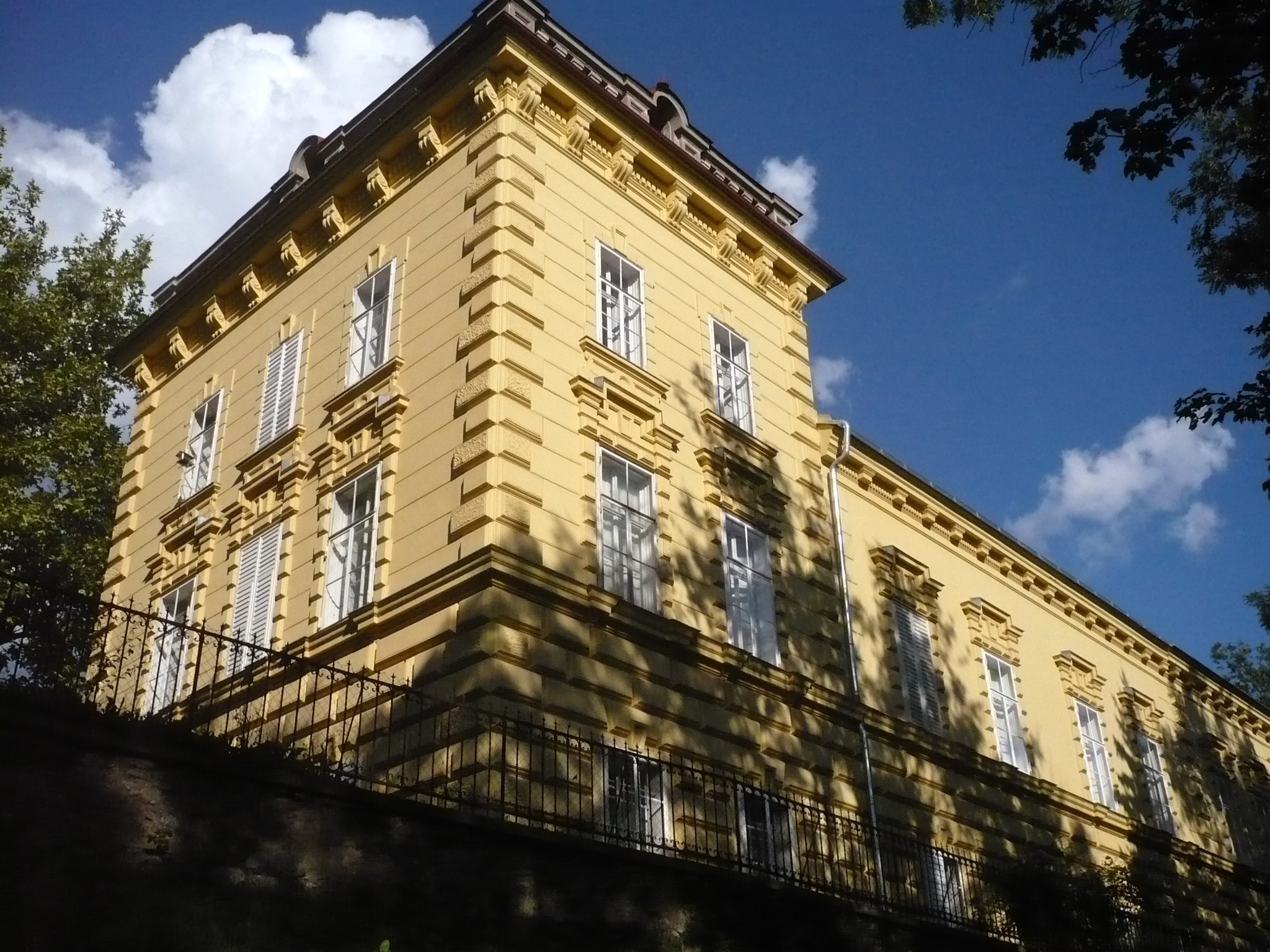
Schloss Mell, Trofaiach

Er stammte aus der 70 Kilometer östlich von Prag gelegenen böhmischen Bergbaustadt Kutná Hora (deutsch: Kuttenberg) und kam 1845 zur Ausbildung an die Hüttenmännische Lehranstalt nach Vordernberg. Schon bald nach seiner Ankunft in Vordernberg wurde er in jungen Jahren leitender Mitarbeiter des dortigen Radwerkes XI, das in der dritten Generation einem Mitglied der alteingesessenen Radmeisterfamilie Prandstetter, nämlich Johann Nepomuk Prandstetter, gehörte. Am 8. Jänner 1848 heiratete Heinrich Mitsch Caroline Prandstetter, geb. am 1. November 1815, die jüngste Tochter des Radmeisters, und wurde Mitbesitzer.
Die Ehe blieb kinderlos.
Im Jahre 1869 erwarben Heinrich und Caroline Mitsch das Schloss Mell in Trofaiach, das sie in den Jahren 1871 und 1872 völlig umgebaut haben. Damals erhielt das Schloss Mell das heutige Aussehen. Nach dem Tod seiner Frau Caroline am 30. Dezember 1881 wurde Mitsch 1882 Alleineigentümer des Radwerkes XI und des großen Grundbesitzes. Zum Besitz gehörten außer dem Schloss Mell und den Gründen am Mellplateau und mehreren Häusern in Vordernberg und in Graz auch größere Grund- und Waldflächen in Trofaiach und Vordernberg. Heinrich Mitsch besaß außerdem Eisenhämmer in Möderbrugg, Häuser sowie ein Eisenwerk in Gradenberg bei Köflach, wobei die Ortschaft, wo sein Werk bestanden hatte, heute Mitsch genannt wird.
Am 5. November 1892 heiratete Heinrich Mitsch im Grazer Dom seine zweite Frau, die am 26. April 1855 in St. Leonhard im Lavanttal geborene Maria Franziska Deutsch, geborene Gridl. Maria Deutsch war mit Jakob Deutsch, der mosaischen Glaubens war, durch eine Zivilehe verbunden und hatte mit ihm einen Sohn. Damit die Ehe mit Heinrich Mitsch ermöglicht wurde, wurde die Zivilehe von Staates wegen für ungültig erklärt und aufgehoben. Auch die zweite Ehe von Heinrich Mitsch blieb kinderlos.
In der zweiten Hälfte des 19. Jahrhunderts traten für die Vordernberger Radmeister wesentliche Änderungen ein. Nach 1870 kam es zu Neuerungen in der Eisen- und Stahltechnologie. Der Kokshochofen begann sich durchzusetzen, was das Ende der mit Holzkohle betriebenen Radwerke in Vordernberg einleitete. Für die Stahlerzeugung wurden erstmals die Siemens-Martin-Ofen eingesetzt. Die Eisenerzeugung wurde immer mehr nach Donawitz verlegt. Nur wenige der Vordernberger Radmeister konnten ihre Selbständigkeit bewahren. Als letzte selbständige Unternehmer hielten sich Peintinger (Radwerk I) und Mitsch (Radwerk XI). Dazu kamen die beiden Radwerke des Leobner Wirtschaftsvereins, der 1885 als Rechtsnachfolger der Stadt Leoben Eigentümer der Erzgruben und Radwerke geworden ist. Letztendlich wurden alle Radwerke, außer dem Radwerk XIV (Böhler) in das Eigentum der Österreichisch-Alpine Montangesellschaft übernommen, die 1880 gegründet worden war.
Die Alpine wollte die Eisenerzeugung auf das von Franz Mayr (ein Vorfahre der Familie Mayr-Melnhof), gegründete Werk in Donawitz konzentrieren und war vor allem interessiert, den gesamten Erzabbau auf beiden Seiten des Erzbergs in ihrem Besitz zu vereinigen. Gegen diese Vereinbarung wehrte sich zuletzt nur mehr Heinrich Mitsch. Er konnte deshalb länger selbständig bleiben, weil er seit 1. Mai 1861 ein eigenes Eisenraffinierwerk in Gradenberg bei Köflach besaß, wo er sein Roheisen aus Vordernberg zuerst zu Stahlblech und später auch zu Stabstahl und Zementstahl verarbeiteten ließ und für seine Produkte ausreichend Abnehmer fand. Außerdem besaß er noch einen Braunkohlenbergbau in Köflach. Aber das Rad der Zeit ließ sich nicht mehr zurückdrehen. Im Jahre 1899 wurde dann doch das Mitsch-Werk in Gradenberg eingestellt. Es entstand daraus ein Hammerwerk der Firma Uray.
Heinrich Mitsch starb am 22. Oktober 1903. Seine Frau Maria erbte den ganzen Besitz und damit auch das inzwischen stillgelegte Radwerk XI, das sie 1909 an die Österreichisch-Alpine Montangesellschaft übergab. Maria Mitsch heiratete 1910 den Bankprokuristen Hannes Schreckenthal, der Mitbesitzer wurde und auch die gemeinsame Vermögensverwaltung übernahm. Er starb 1930. Nach seinem Tod stellte sich heraus, dass er durch Spekulationsgeschäfte ein Riesenvermögen verloren hatte, wodurch die gesamte umfangreiche Liegenschaftsbesitz, zwischen 1935 und 1938, zur Schuldenabdeckung verwertet werden musste. Maria Mitsch verstarb vollkommen mittellos am 2. Dezember 1944 in Vordernberg. Am Friedhof der Marktgemeinde Vordernberg befindet sich das Grab der Familie Mitsch, in der Heinrich, Caroline und Maria Mitsch beigesetzt wurden.
Das Radwerkszeichen des Radwerkes XI ist eine nach oben gerichtete dreizackige Gabel, die auch Mitschgabel bezeichnet wird und heute noch auf manchen Grenzsteinen des ehemaligen Mitschbesitzes angebracht ist. Auch auf dem schmiedeeisernen Brunnen beim Schloss Mell, der ursprünglich beim Radwerk in Vordernberg gestanden ist, ist dieses Radwerkszeichen zu sehen.
In Trofaiach ist heute die Heinrich-Mitsch-Straße und in Köflach der Mitschweg nach ihm benannt.

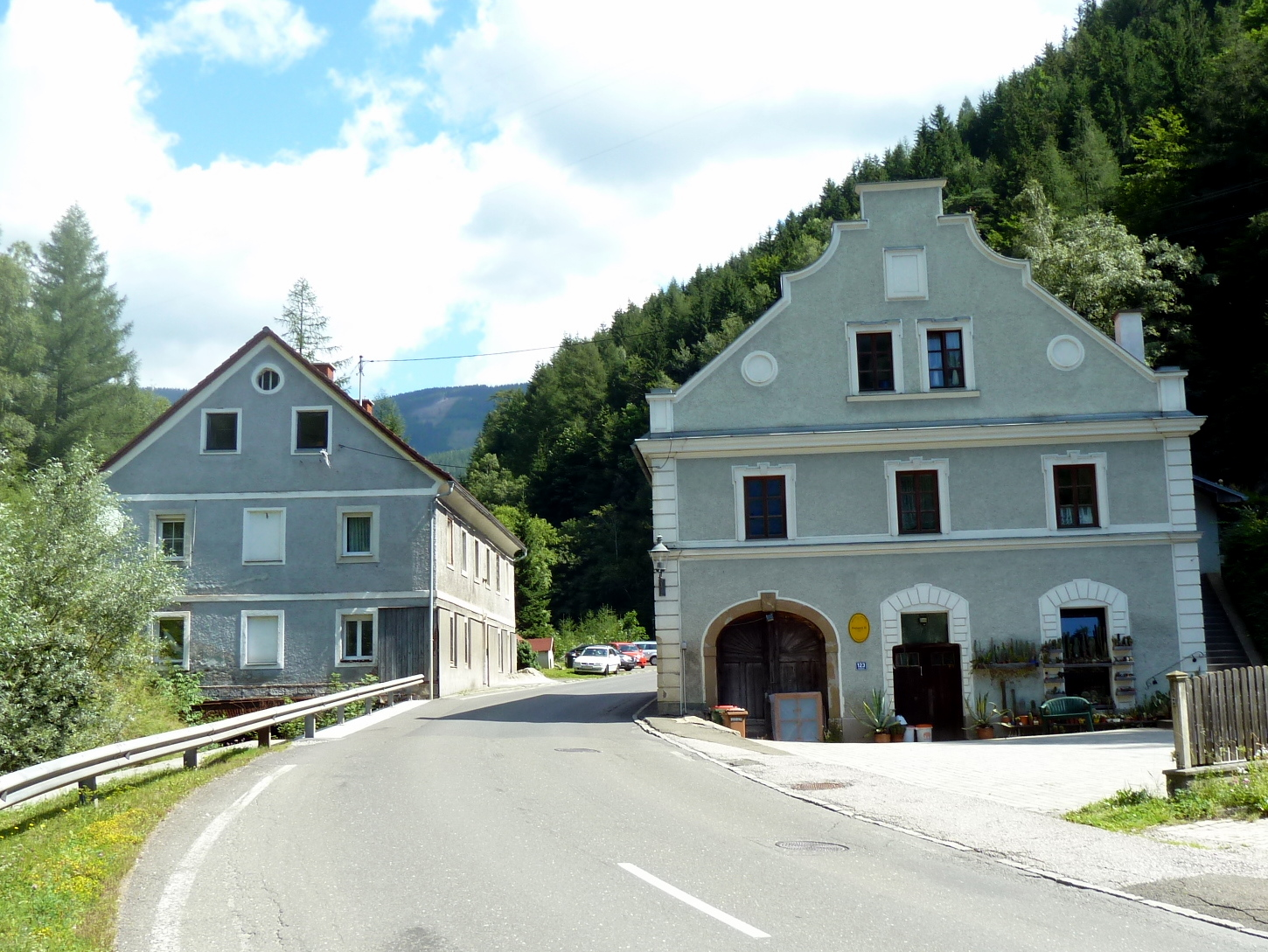
Reste von Radwerk XI; rechts ehemalige Gießhalle und links ehemalige Schmelzhalle (heute Wohnhäuser)
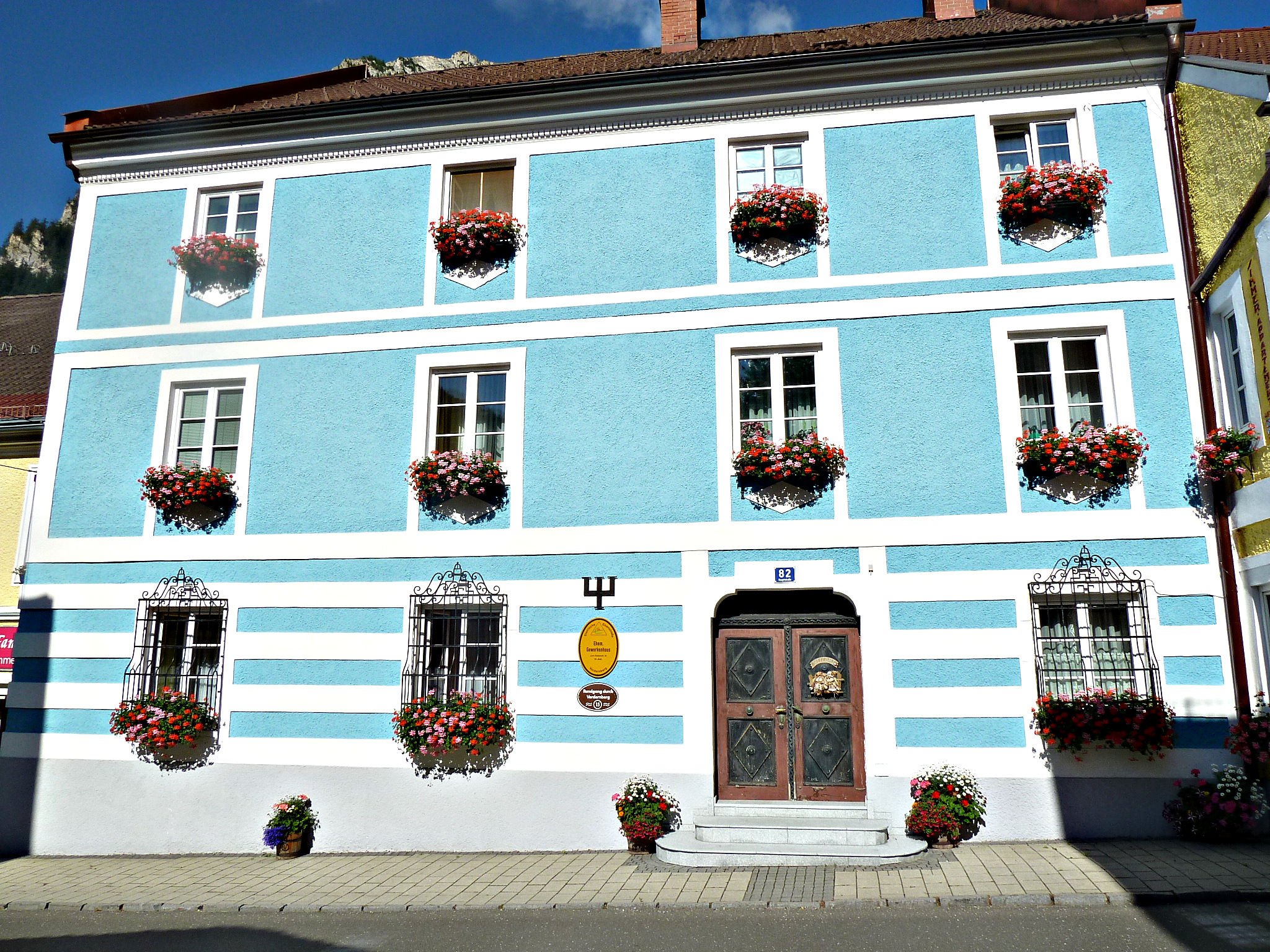
Vordernberg Gewerkenhaus Radwerk XI Hauptstraße 78
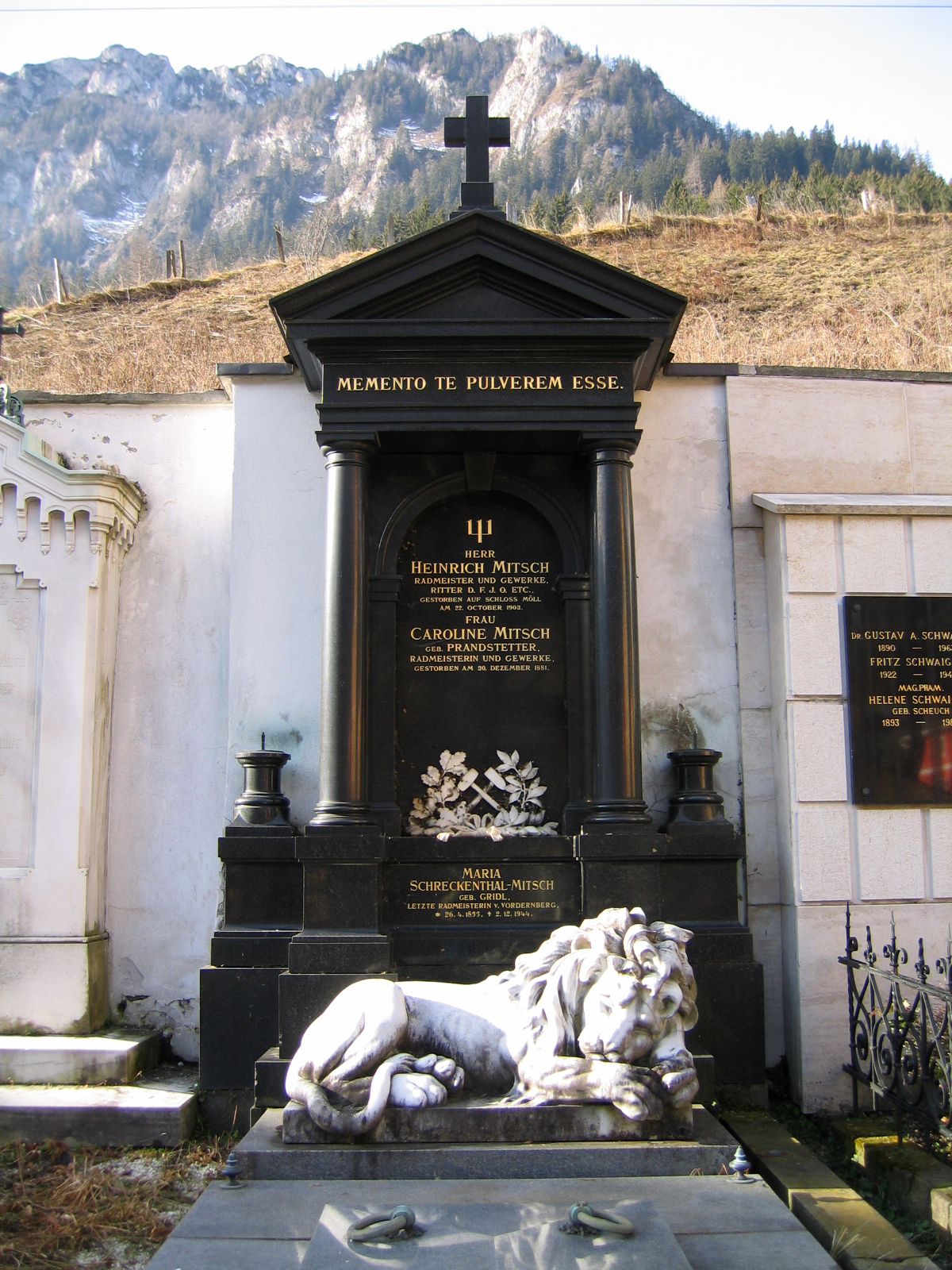
Familiengrab Mitsch, Friedhof Vordernberg
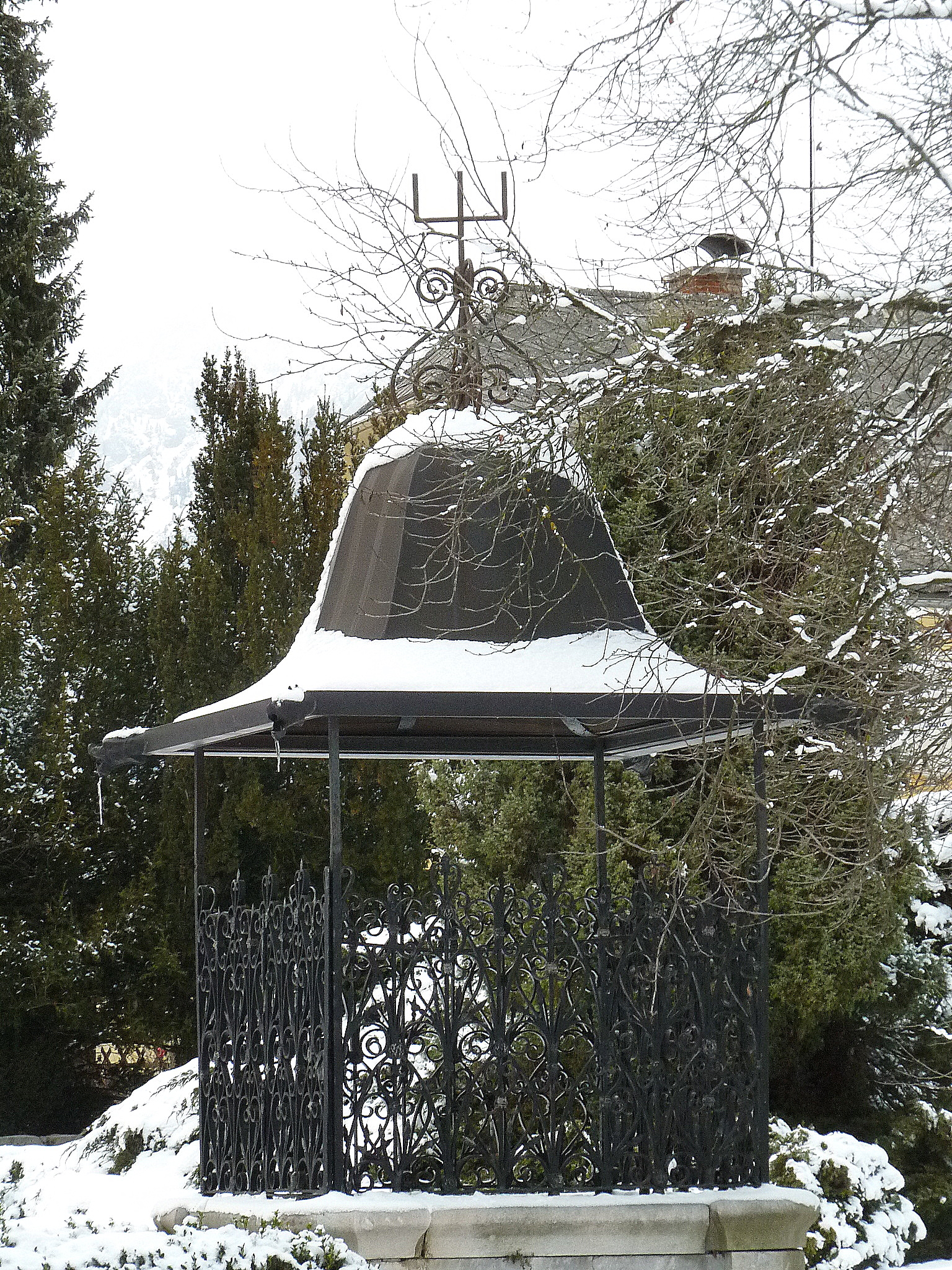
Brunnen bei Schloss Mell mit Radwerkzeichen